# Corona Imperiale di Stato

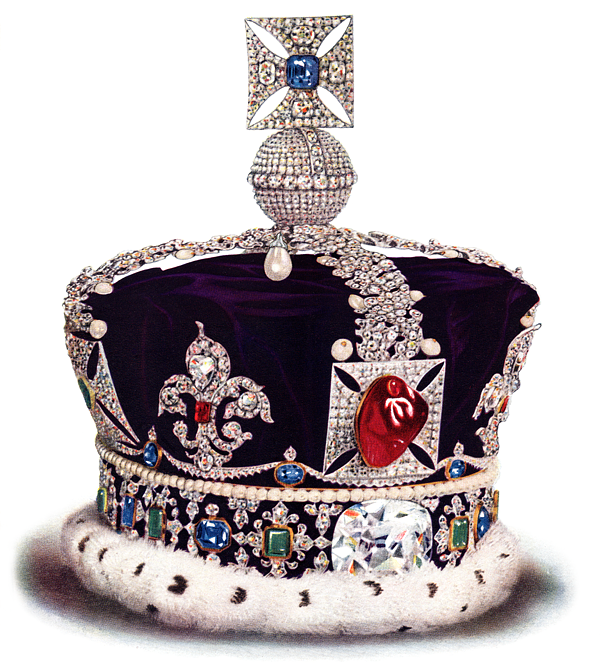
Aspetto attuale della Corona Imperiale di Stato

La Corona Imperiale di Stato (The Imperial State Crown) è una delle corone reali dei gioielli della Corona inglese. Seconda per importanza dopo la Corona di Sant'Edoardo, cinge il capo del sovrano quando lascia l'abbazia di Westminster al termine della cerimonia d'incoronazione e annualmente per la cerimonia di apertura del Parlamento del Regno Unito. È conservata esposta all'interno della Jewel House, presso la Torre di Londra.

## Descrizione
La Corona Imperiale, alta 31,5 centimetri e dal peso di 1,03 kg, ha una foggia simile alla corona di Sant'Edoardo: presenta un circolo con quattro fleurs de lys alternati a quattro croci patenti scorciate, sopra cui due archi si congiungono a un globo sormontato da una vistosa croce della stessa foggia di quelle della base. La base racchiude un berretto di velluto color porpora, bordato di ermellino. La Corona è realizzata in oro, argento e platino ed è interamente rivestita di brillanti pietre preziose di vario taglio, fra cui 2868 diamanti (1363 a taglio brillante, 1273 a taglio a rosetta e 147 a taglio a tavola), 273 perle, 17 zaffiri, 11 smeraldi e 5 rubini.
La Corona è inoltre particolarmente impreziosita da alcune gemme e pietre leggendarie: la croce in cima è infatti ornata dallo zaffiro di Sant'Edoardo, risalente al 1163, originariamente tratto dall'anello appartenuto ad Edoardo il Confessore; il rubino del Principe Nero (in realtà uno spinello), adorna la croce frontale della base della corona; il grande diamante Cullinan II di 317 carati, è incastonato al centro frontale della base, dove prima era posto lo zaffiro Stuart (104 carati 20,8 grammi), ora sul retro. Dal punto d'intersezione degli archi della Corona, sotto il globo, pendono infine quattro perle a goccia, tradizionalmente appartenute alla regina Elisabetta I d'Inghilterra, due di esse, in realtà, risalgono all'Ottocento.

## Storia
Lungo la storia della monarchia britannica, diverse sono state le Corone Imperiali di Stato fatte commissionare dai sovrani a partire da Enrico V d'Inghilterra, in quanto la Corona di Sant'Edoardo, considerata una reliquia sacra, può essere indossata soltanto nel solenne momento dell'incoronazione. Solamente nel periodo della Restaurazione inglese, si sono annoverate circa 10 corone imperiali.
La base di una nuova Corona Imperiale di Stato venne realizzata nel 1838 per l'incoronazione della regina Vittoria dalla gioielleria Rundell and Bridge di Londra. Alla cerimonia di apertura del Parlamento del 1845, la corona cadde rovinosamente dal cuscino sorretto dal duca di Argyll e andò in pezzi; la regina Vittoria stessa annotò sul suo diario il fatto, scrivendo: "Era tutta rotta e schiacciata come un budino spiaccicato".
L'attuale Corona Imperiale di Stato fu creata da Garrard & Co per l'incoronazione di Giorgio VI nel 1937. Tale corona fu poi ulteriormente ristrutturata per l'incoronazione della regina Elisabetta II (nel 1953), i cui due archi furono flessi, per conferirle un aspetto più femminile e snello. Dopo questa modifica, l'altezza della corona si è abbassata di 25 mm. Per il regno del successore di Elisabetta, re Carlo III, è stato quasi totalmente mantenuto il medesimo assetto, con un leggero risollevamento del punto di congiunzione degli archi.
A causa del suo notevole peso (910 grammi in tutto), è tradizione che i sovrani indossino la Corona Imperiale di Stato nei loro appartamenti privati per un paio d'ore la mattina della cerimonia dell'apertura del parlamento, in modo da potersi abituare al peso e sentirsi a proprio agio nei movimenti al momento di tenere il tradizionale discorso. Re Giorgio VI, per una quindicina di giorni prima dell'annuale cerimonia Trooping the Colour, usava portare il suo pesante copricapo di pelle d'orso delle Guardie per un'ora ogni mattina, così da non affaticarsi troppo per via della corona nel giorno della manifestazione.

## Uso

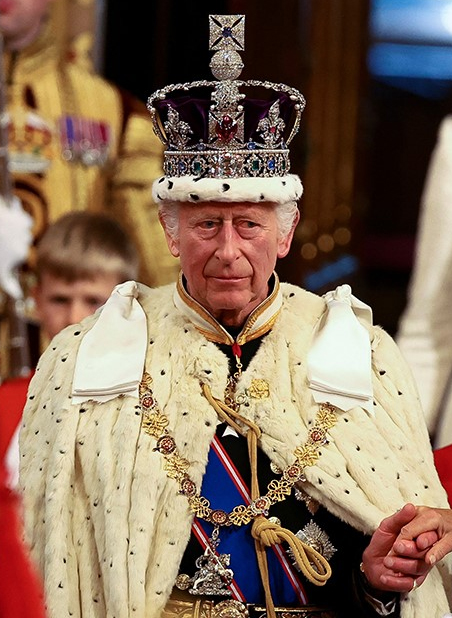
Re Carlo III con la Corona Imperiale alla cerimonia di apertura del Parlamento del 2024

È consuetudine che la Corona Imperiale di Stato venga indossata al termine della cerimonia di incoronazione, quando il nuovo sovrano lascia l'abbazia di Westminster, e non è mai stata utilizzata al momento dell'incoronazione, ad eccezione delle incoronazioni della regina Vittoria e di re Edoardo VII, i quali la preferirono a quella di Sant'Edoardo, a causa del peso di quest'ultima, ritenuto eccessivo.
La Corona Imperiale di Stato viene indossata dal sovrano durante l'annuale cerimonia di apertura del Parlamento. Tradizionalmente, la corona e gli altri gioielli giungono a Westminster già prima che il sovrano abbia lasciato Buckingham Palace. Vengono poi portati nella Robing Room, dove il monarca indossa i gioielli e la veste per la cerimonia.
In ultimo, la Corona Imperiale di Stato viene posta insieme allo Scettro di sant'Edoardo e il Globo sul feretro drappeggiato con lo stendardo reale, per le cerimonie esequiali del sovrano.

## Conservazione e riparazione
La Corona Imperiale di Stato, tranne quando in uso per le cerimonie ufficiali cui viene indossata, si può trovare esposta in mostra alla Jewel House nella Torre di Londra insieme con gli altri gioielli della Corona e le basi delle vecchie corone imperiali di Stato di re Giorgio I, di re Giorgio IV e della regina Vittoria.
Dato il suo costante utilizzo, essa è sottoposta a continui restauri, a causa dell'età, del peso, del gusto personale del monarca o, semplicemente, dal consumo che ne deriva dall'uso.

## Galleria d'immagini

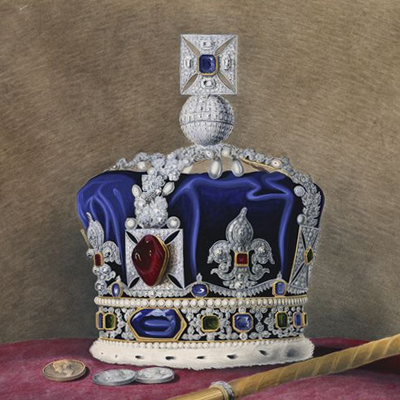
La corona indossata dalla regina Vittoria
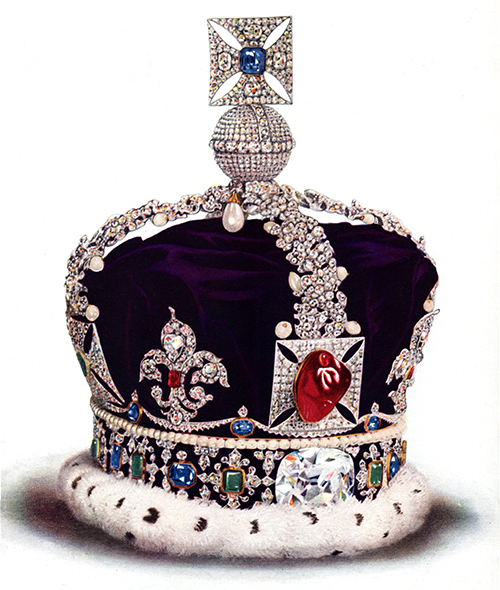
La Corona Imperiale di Stato durante il regno Giorgio VI (1937-1953)
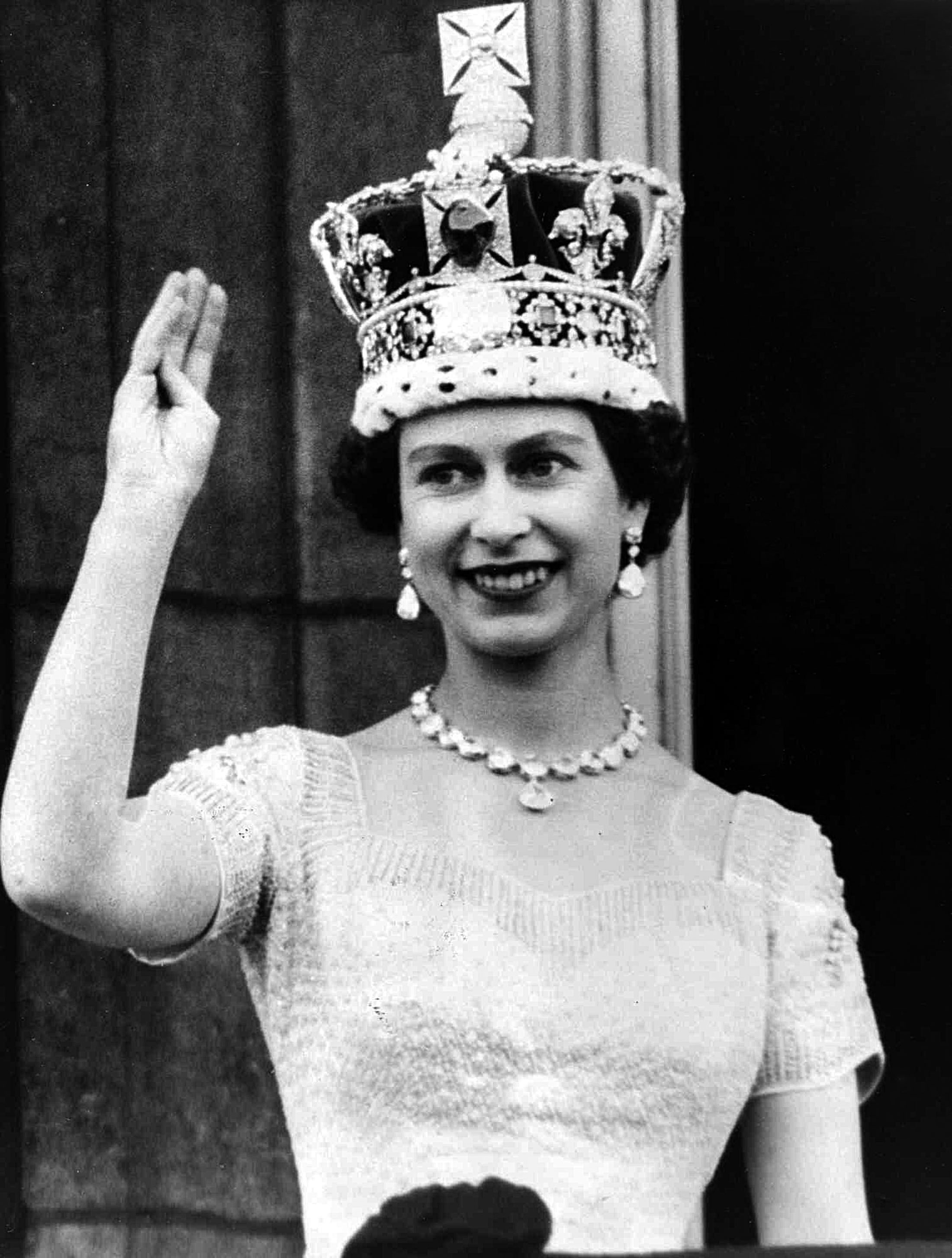
Elisabetta II con la Corona Imperiale di Stato saluta la folla dal balcone di Buckingham Palace dopo la cerimonia d'incoronazione, 2 giugno 1953.
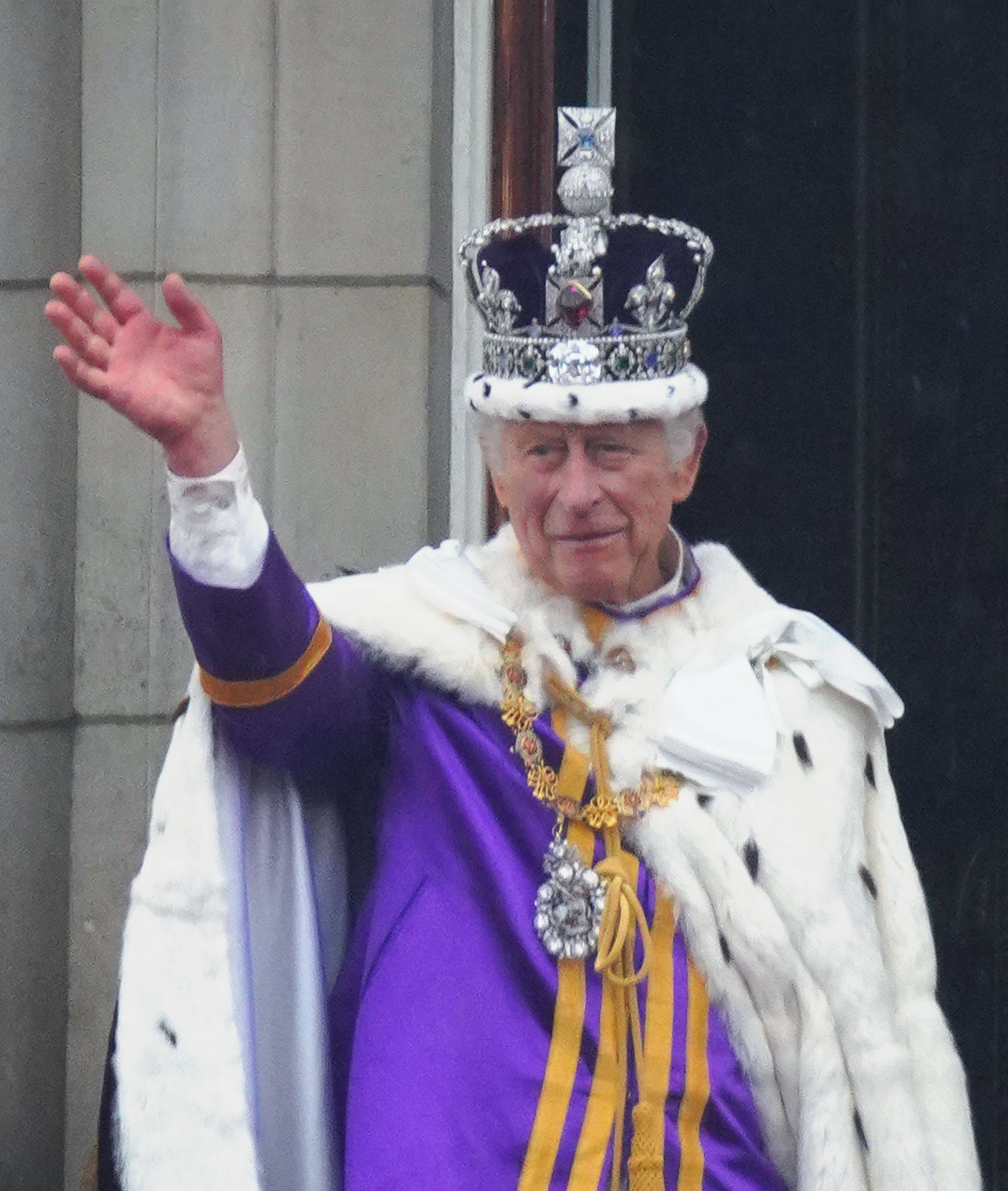
Carlo III con la Corona Imperiale di Stato saluta la folla dal balcone di Buckingham Palace dopo la cerimonia d'incoronazione,  6 maggio 2023.
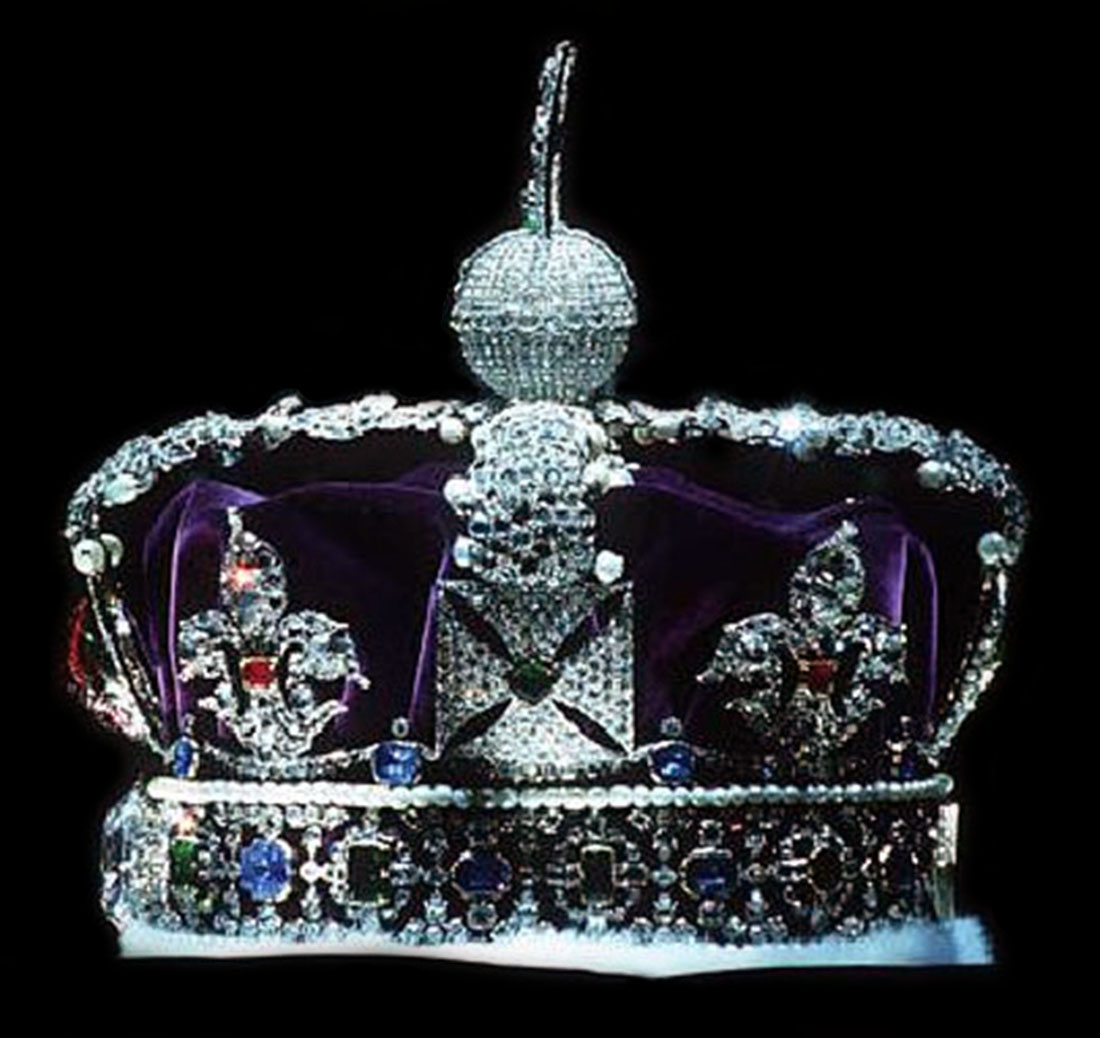
Profilo della Corona Imperiale di Stato